# Rezerwat przyrody Karsiborskie Paprocie
Rezerwat przyrody „Karsiborskie Paprocie” – rezerwat florystyczny o powierzchni 38,14 ha, utworzony 8 grudnia 1989, w województwie zachodniopomorskim, w powiecie grodzkim Świnoujście, na wyspie Uznam, nad Zalewem Szczecińskim, 3,5 km na północny zachód od zachodniej główki falochronu (Brama Torowa-1), 9,5 km na południe-południowy zachód od Świnoujścia. Rezerwat położony na obszarze specjalnej ochrony ptaków (OSO) Natura 2000 „Delta Świny” (PLB 320002), oraz w sąsiedztwie innego obszaru OSO Natura 2000 „Zalew Szczeciński” (PLB 320009).
Celem ochrony jest zachowanie najliczniejszego na Pomorzu Zachodnim stanowiska paproci długosz królewski (Osmunda regalis) i wiciokrzewu pomorskiego (Lonicera periclymenum), siedliska dąbrowy acidofilnej (Betulo-Quercetum) oraz chronionych roślin i zagrożonych zwierząt: kruszczyka szerokolistnego (Epipactis helleborine), bielika (Haliaeetus albicilla), gągoła (Bucephala clangula), zimorodka (Alcedo atthis), gąsiorka (Lanius collurio).
W północnej części rezerwatu ścieżka dydaktyczna, dł. 4,03 km, punkt widokowy, wiata.
W pobliżu znakowane trasy szlaków rowerowych.